# 假多齿红山茶
假多齿红山茶（学名：Camellia apolyodonta）为山茶科山茶属的植物。分布于中国大陆的湖南等地，多生在山谷疏林，目前尚未由人工引种栽培。